# Ethnosymbolisme
L'ethnosymbolisme est une école de pensée dans l'étude du nationalisme qui souligne l'importance des symboles, des mythes, des valeurs et des traditions dans la formation et la persistance de l'État-nation moderne.
Développé comme une critique des théories modernistes du nationalisme (en), l'ethnosymbolisme met l'accent sur les racines historiques des nations en s'appuyant sur des symboles, des mythes, des valeurs et des traditions ethniques hérités des temps anciens. À l'instar des modernistes, et contrairement aux primordialistes, les ethnosymbolistes s'accordent à dire que le nationalisme est un phénomène résolument moderne,.
Le terme est utilisé pour la première fois en tant qu'« approche ethno-symboliste » dans un article de Daniele Conversi (en), disciple d'Anthony D. Smith à la London School of Economics. Cependant, Conversi a exprimé une réserve autour de ce concept en affirmant : « Si nous nous concentrons exclusivement sur le pouvoir du passé et ses symboles, nous oublions deux autres caractéristiques essentielles du nationalisme : premièrement, sa relation avec le pouvoir politique, et en particulier avec l'État ; deuxièmement, sa fonction cruciale de création de frontières. » 
John A. Armstrong, Anthony D. Smith et John Hutchinson (en) sont généralement considérés comme les principaux théoriciens de l’ethnosymbolisme.

## Théoriciens importants

### John A. Armstrong
La contribution d'Armstrong à l'ethnosymbolisme réside dans ses « complexes mythe-symbole » dans Nations before Nationalism (1982), qui souligne d'abord l'importance de la longue durée, suivant Anthony D. Smith. Armstrong estime que la conscience ethnique remonte loin dans les civilisations anciennes comme l'Égypte, et que le nationalisme n'est que « l'étape finale d'un cycle plus vaste de conscience ethnique remontant aux premières formes d'organisation collective ». Par conséquent, à l'instar de la longue durée de l'École des Annales, la formation d'une identité ethnique devrait être examinée sur une période de plusieurs siècles.
S'appuyant sur les travaux de Fredrik Barth, Armstrong soutient que « les groupes tendent à se définir non pas par leurs propres caractéristiques, mais par l'exclusion, c'est-à-dire par comparaison avec des « étrangers » ». Autrement dit, le caractère d'un groupe n'est jamais figé et, en fonction des perceptions individuelles de ses membres, les frontières identitaires varient. Armstrong oppose cela à la pensée nationaliste moderne, qui « a recherché des « essences » permanentes du caractère national au lieu de reconnaître l'importance fondamentale, mais changeante, des frontières pour l'identité humaine ». Malgré ces aspirations, Armstrong maintient qu'historiquement, « l'identité de groupe persistante ne constituait pas habituellement la légitimation primordiale de la formation d'un régime politique ».

Dans ses travaux ultérieures, Armstrong se montra plus explicitement d'accord avec les modernistes comme Benedict Anderson et Eric Hobsbawm sur le fait que l'identité nationale était une invention, bien qu'il ait maintenu l'accent sur « l'ancienneté de certaines inventions et le répertoire de caractéristiques de groupe préexistantes sur lesquelles les inventeurs étaient capables de s'appuyer ». 

### Anthony D. Smith
Ancien élève de l'éminent moderniste Ernest Gellner, Anthony D. Smith a développé une perspective distincte de celle de son professeur, illustrée au mieux par le « débat de la LSE » autour du nationalisme, comme le nomme Gellner). Smith soutient que « l'État moderne ne peut être compris sans prendre en compte les composantes ethniques préexistantes, dont l'absence est susceptible de constituer un sérieux obstacle à la construction de la nation ». Smith estimait que les définitions de « nation » et de « nationalisme » proposées par le modernisme et le primordialisme étaient limitées. Pour lui, le problème du modernisme réside principalement dans le fait que les modernistes définissent la nation comme une « nation moderne » aux caractéristiques des nations européennes des XVIIIe et XIXe siècles, ce qui rend leur définition européocentrique et partiale. Smith propose plutôt une définition « idéale-typique » de la nation : « Une population humaine nommée partageant un territoire historique, des mythes et des souvenirs historiques communs, une culture publique de masse, une économie commune et des droits et devoirs juridiques communs à tous ses membres ». Smith introduit également le terme important d'« ethnie », signifiant « groupe ethnique », utilisé pour décrire les communautés ethniques prémodernes. Selon Smith, une ethnie comporte six principaux attributs :
1. un nom collectif distinctif ;
2. un mythe d'ascendance commune ;
3. des souvenirs historiques partagés ;
4. un ou plusieurs éléments différenciateurs de culture commune ;
5. une association avec une « patrie » spécifique ;
6. un sentiment de solidarité au sein d'importants secteurs de la population concernée.

Selon Smith, il existe quatre principaux mécanismes d’auto-renouvellement ethnique :
1. la réforme religieuse, telle qu'illustrée dans l'histoire des Juifs ;
2. l'emprunt culturel, illustré par la rencontre entre les cultures juive et grecque ;
3. la participation populaire, illustrée par le mouvement populaire socio-religieux des Mazdakites dans la Perse sassanide du Ve siècle, sapant les fondements de l'État sassanide ;
4. les mythes de l'élection ethnique, dont l'absence pourrait être liée à la diminution de la survie ethnique de l'Assyrie, de la Phénicie et des Philistins.

Afin de comprendre pourquoi et comment une nation émerge, Smith propose deux types de communautés ethniques : les communautés latérales (aristocratiques) et les communautés verticales (démotiques). Les communautés latérales sont généralement composées d'aristocrates et d'élites. Par exemple, les Normands étaient unis par des mythes communs de descendance et les réalisations de leurs ducs, mais cette identité se limitait aux classes supérieures. En revanche, les communautés verticales sont plus inclusives et relient différentes classes sociales par une culture et une histoire communes. Par exemple, la communauté israélite a réuni divers groupes sociaux partageant des traditions religieuses et historiques communes. Dans des travaux ultérieurs, Smith a ajouté un troisième type : les nations d'immigrants, composées de fragments d'autres ethnies, comme les États-Unis et l'Australie.
Selon Smith, le passé peut influencer le présent national de trois manières, :
1. À travers la récurrence de la forme-nation. Le concept de nation désigne un type de ressource culturelle et d'association humaine potentiellement disponible à toutes les périodes de l'histoire humaine.
2. Grâce à des continuités établies. La continuité se retrouve dans « les noms propres collectifs, les codes linguistiques et les paysages ethniques, qui peuvent tous perdurer, même après la quasi-disparition de la communauté à laquelle ils étaient rattachés ». Ces éléments peuvent également servir de cadre au renouveau de la communauté sous une nouvelle forme. Smith cite les Grecs comme un bon exemple de ce renouveau par la continuité des noms, de la langue et des paysages.
3. Par l’appropriation et la réinterprétation, illustrées par la tendance des générations suivantes à redécouvrir, authentifier et s’approprier des aspects de ce qu’elles considèrent comme « leur » passé ethnique.

### John Hutchinson
John Hutchinson a réalisé sa thèse sous la direction de Smith à la London School of Economics. Sa principale contribution à l'ethnosymbolisme est la théorie du nationalisme culturel, développée dans Dynamics of Cultural Nationalism (1987).
Hutchinson distingue le nationalisme politique et le nationalisme culturel, deux conceptions différentes, voire concurrentes, de la nation, et dont les stratégies politiques sont profondément divergentes. Les nationalistes politiques sont essentiellement des rationalistes cosmopolites dont la conception de la nation « aspire à une humanité commune transcendant les différences culturelles ». Bien que le fait que le monde ait été divisé en plusieurs communautés politiques les ait forcés à travailler à l'intérieur des frontières existantes, les objectifs des nationalistes politiques sont de « garantir un État représentatif pour leur communauté afin qu'elle puisse participer sur un pied d'égalité à la civilisation rationaliste cosmopolite en développement ».
À l'inverse, les nationalistes culturels croient que l'humanité est « imprégnée d'une force créatrice qui confère à toute chose une individualité » semblable à la nature. Ils considèrent l'État comme accidentel, car pour eux, une nation est essentiellement une civilisation distincte, « le produit de son histoire, de sa culture et de son profil géographique uniques ». Les nations sont des entités organiques et des personnalités vivantes. Hutchinson critique le manque d'attention pour le nationalisme culturel des théories du modernisme.

## Critiques
Thomas Hylland Eriksen affirme qu’il est trompeur de prétendre qu’il existe une continuité ininterrompue entre les cultures pré-modernes et les cultures nationales.
De même, Walker Connor (en) et John Breuilly (en) critiquent les ethnosymbolistes pour leur confusion entre groupes ethniques et nations. Breuilly soutient qu'il est impossible de déterminer à partir des données disponibles la signification des sentiments ethniques pour la majorité des populations de l'ère prémoderne et relève que, contrairement aux nations modernes, de nombreuses identités prémodernes manquent d'un fondement institutionnel permettant à l'identité nationale de prendre forme.
Breuilly se montre également sceptique quant aux lectures anachroniques de matériaux culturels du passé, expliquant comment les intellectuels et les politiciens nationalistes s'emparent de mythes et de symboles pour promouvoir une identité nationale particulière. En effet, il soutient que dans de nombreux cas les nationalistes se contentent d'inventer des mythes ou d'ignorer les preuves contraires. De plus, tandis que l'ethnosymbolisme met l'accent sur les symboles, mythes, valeurs et traditions anciens, Breuilly affirme que de nombreux mouvements nationalistes ont réussi sans disposer d'une riche histoire ethnique sur laquelle s'appuyer.
Umut Özkirimli et Spyros Sofos critiquent la relation non problématisée entre nations et ethnies avancée par Smith, suggérant que la pensée ethnosymboliste est marquée par une « ethnicisation rétrospective ». Autrement dit, les chercheurs « ethnicisent » un passé complexe, contradictoire et ambigu, en regroupant des traditions culturelles et sociales disparates, souvent sans lien entre elles, à l'aide de la notion d'ethnie. Ils soutiennent que les nations sont définies par des nationalistes qui construisent également rétrospectivement ces ethnies – « des collections/compilations de pratiques culturelles établies au fil du temps ou inventées, et forgées ensemble souvent arbitrairement, selon le jugement ou les besoins des bâtisseurs de la nation – politiciens ou folkloristes romantiques, musicologues, pédagogues, etc. – le plus souvent le produit d'une légitimation rétrospective des processus mêmes qui ont sous-tendu les projets nationalistes ».
Craig Calhoun soutient que retracer la continuité des traditions ethniques n'explique pas quelles traditions perdurent ni lesquelles deviendront le fondement des nations. Il souligne que les traditions ne sont pas simplement héritées, mais reproduites, adaptées à de nouvelles circonstances pour préserver leur sens, ce dernier étant susceptible de considérablement varier.